# Večkratna množica
Večkrátna mnóžica se v matematiki razlikuje od množice, ker ima lahko več enakih elementov. Kardinalno število nakazuje koliko elementov je enakih. Na primer v večkratni množici { a, a, b, b, b, c } je število pojavitev elementov a, b in c 2, 3 in 1.
Eden od najbolj naravnih in enostavnih primerov je večkratna množica prafaktorjev števila (aritmetična funkcija, označena kot Ω(n)). Drug primer je večkratna množica rešitev algebrske enačbe. Večina ve, da ima kvadratna enačba dve rešitvi, velikokrat pa sta isto število. Tako je večkratna množica rešitve enačbe lahko { 3, 5, } ali tudi { 4, 4 }. V zadnjem primeru rečemo, da je rešitev dvojna.
Število podmnožic večkratnih množic (submultisets ?) velikosti k v množici z velikostjo n je binomski koeficient:
{\displaystyle {n+k-1 \choose k}\;,}
oziroma je enako številu podmnožic velikosti k v množici velikosti n + k - 1. To se razlikuje od primera z množicami in kardinalno število ne bo enako 0 pri k > n.
Obstaja povezava med zamislijo prostega objekta: prosti komutativni monoid na množici X lahko smatramo kot množico končnih večkratnih množic z elementi dobljenimi iz X z očitno operacijo seštevanja.